# Cinnamon Toast Crunch

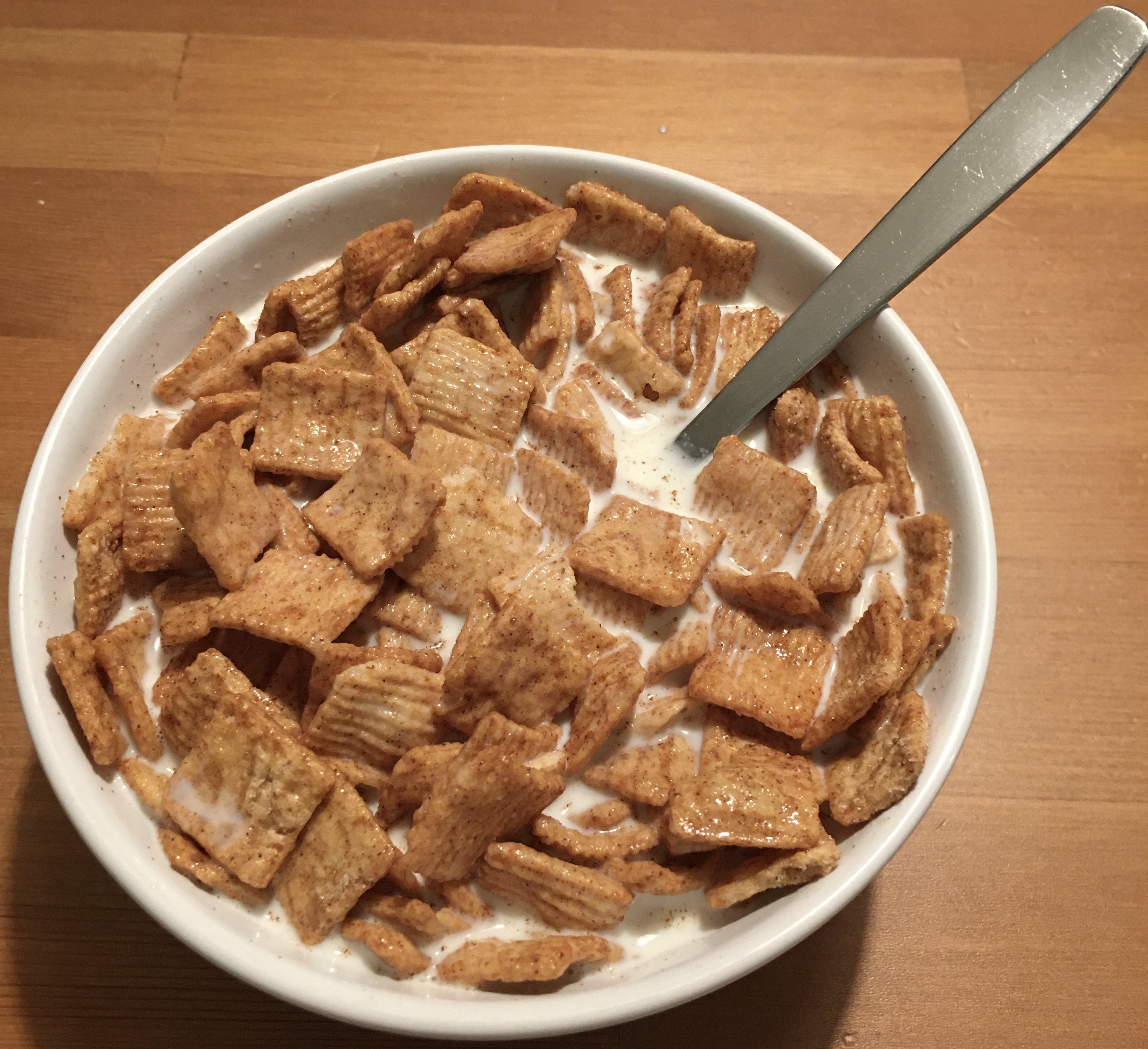
En skål med Cinnamon Toast Crunch-flingor.

Cinnamon Toast Crunch är ett varumärke för strimlade kanelsockrade veteflingor och säljs främst i USA men även i Australien, Kanada samt Europa och Latinamerika. Den amerikanska livsmedelsproducenten General Mills tillverkar flingorna för USA och Kanada medan i övriga länder tillverkas de av Cereal Partners Worldwide, ett samriskföretag mellan General Mills och schweiziska Nestlé. Namn på flingorna varierar vad för land eller region de säljs i. I det franskspråkiga Kanada heter de Croque-Cannelle; i Storbritannien och Irland är namnet Curiously Cinnamon (tidigare Cinnamon Grahams) samt i Australien, Europa och Latinamerika går flingorna oftast under namnet Cini Minis.
I USA var Cinnamon Toast Crunch det femte mest sålda varumärket för flingor för år 2018 med 105,2 miljoner sålda förpackningar för totalt 344,3 miljoner amerikanska dollar. I och med framgångarna har det tagits fram andra varianter av Cinnamon Toast Crunch med smaker av bland annat choklad, churros, Dulce de leche, fattiga riddare, jordnötssmör och äpple, men även helt andra livsmedel, såsom glasyr, kaffedryck, kakor, krämig pålägg, marshmallow, mjölkdryck, pannkakor och snacks, inom varumärket.
Cinnamon Toast Crunch lanserades 1984 av General Mills.